# International Bowling Federation
Międzynarodowa Federacja Kręglarska (ang. International Bowling Federation, skrót IBF) – międzynarodowa organizacja pozarządowa, zrzeszająca 134 narodowych federacji kręglarskich.

## Historia
Federacja została założona 27 stycznia 1952 roku po zaproszeniu delegatów ze wszystkich zainteresowanych krajów do Hamburga w Niemczech w celu omówienia statusu bowlingu i ewentualnej ponownej aktywacji IBA. IBA (International Bowling Association, Międzynarodowe Stowarzyszenie Bowlingu powstała w 1926 roku przez Finlandię, Niemcy, Holandię, Szwecję i USA. Nowa organizacja otrzymała nazwę Fédération Internationale des Quilleurs (FIQ) – Międzynarodowa Federacja Zawodników Bowlingu.
W kwietniu 2014 roku federacja zmieniła nazwę na World Bowling.
2 listopada 2020 roku podczas kongresu w Lozannie ogłoszona została przez dyrektora generalnego Andrew Orama nowa nazwa - International Bowling Federation.

## Członkostwo
- ARISF (od 1979)
- GAISF
- IWGA

## Dyscypliny
IBF reguluje dwie dyscypliny – kręgle klasyczne (9 kręgli) i bowling (10 kręgli). Dwie organizacje, które zarządzają tymi dyscyplinami to World Ninepin Bowling Association (WNBA) i World Tenpin Bowling Association (WTBA). Obie organizacje zostały założone przez IBF (wówczas FIQ) w 1973 roku.

## Mistrzostwa świata
- Mistrzostwa świata w kręglarstwie klasycznym (od 1953 roku)
- Mistrzostwa świata w bowlingu (od 1954 roku)